# Mid-Ohio Sports Car Course
Mid-Ohio Sports Car Course är en racerbana belägen i Ohio i USA i Morrow County utanför Lexington som ligger i Richland County i närheten. Banan arrangerar IndyCar Series under sommaren varje år. Totalt 75 000 åskådare går in runt den 3,85 km långa banan.

## Historia
Mid-Ohio öppnades 1962, men byggdes ut på 1980-talet och fick arrangera CART, vilket blev banans stora händelse varje år. Många klassiska race kördes på banan, innan serien strök banan efter 2003. Fyra år senare började istället IndyCar att tävla på Mid-Ohio, vilket även Rolex Sports Car Series och AMA Superbike gör. Banan i sig är en stor utmaning, och är väldigt kuperad, med många blinda och svårlästa kurvor, vilket trots sin ringa snittfart gör den populär bland förarna.